# Luna 1960A
La Luna 1960A (sèrie E-3) fou el segon intent soviètic de fotografiar la cara oculta de la Lluna, després de la molt reeixida missió Luna 3. Fou llançada el 15 d'abril del 1960. Luna 1960A havia estat dissenyada per repetir la missió de Luna 3, però amb càmeres de resolució més alta i acostant-se més a la Lluna.
La missió fou un fracàs. Durant el llançament, el segon tram del coet s'apagà prematurament, i la nau o bé caigué a la Terra o bé es posà en una òrbita el·líptica.